# 内田繁 (ゴルファー)
内田 繁（うちだ しげる、1937年8月29日 - ）は、静岡県出身のプロゴルファー。グリーンヒル関ゴルフ倶楽部所属。

## 来歴
プロゴルファーを数多く輩出した川奈の出身で、杉本英世とは「ヒデ坊」「シー坊」と呼び合う程の間柄であった。ニックネームの「シー坊」は本名が繁であることから付けられ、杉本以外でも多くのゴルファーに親しまれた。
アメリカで流行ったスクェアグリップをいち早く日本に取り入れたといわれる石井茂に師事し、千葉県出身の草壁政治、湯原信光とは兄弟弟子関係である。石井の指導を得て広いスタンス、体を大きく使ったスイングを完成させた。
1965年のアジアサーキット・タイランドオープンでは郭吉雄（ 中華民国）、ディオニシオ・ナダレス（フィリピン）、小野光一・杉本英世と共に謝永郁（中華民国）の2位タイに入る。
川奈で学んだ繊細な技を発揮して、1966年の中日クラウンズで橘田規の猛追を振り切って初優勝し、これを契機に中部地方にゴルフブームが沸き起こった。初日午後の第2ラウンドでは地元ギャラリーの声援にも後押しされ、17番で10mのバーディパットを沈めるなど安定したゴルフを展開し、藤井義将・小針春芳と共に橘田の持つコースレコードタイ65をマークする猛チャージを見せる。2日目にはアウトで安田春雄に並ばれたが、インに入ってからは藤井・内田・安田による一進一退の攻防が続き、内田は通算7アンダーのトップタイで第3ラウンドを終えた。大混戦で迎えた最終日はいきなり左の林へ打ち込みボギーとするも、2番のロングホールでバーディを取り返してからはパープレーのペースとなり、同組でトップ争いを演じていた藤井が3番でボギーを叩いたことでトップを奪う。連覇を狙う橘田や小針春芳の追い上げも寄せ付けず、終始安定したゴルフで71にまとめて嬉しい地元での優勝を決めたが、大企業の重役令嬢で学習院出身の才媛・洵子夫人と新婚5ヶ月でほのぼのとした初栄冠となった。
川奈に遊びに来ていた洵子夫人にゴルフを教えることになったのが付き合うきっかけとなり、真面目に練習する内田の人柄が認められて結婚。この結婚で奮起して万年2位を返上して中日クラウンズに優勝したが、それまでフックグリップのドローボールで飛ばしていたのをスクエアグリップのフェードボールにし、ボールをコントロールできるようになって勝てるようになる。
地面に1本の線を引いて線の外側をきっちり掘れるように打つ練習を手が血まみれになっても振り続け、スイングが縦振りとなり、正確でパワフルなフェードが打てるようになった。
1966年の中四国選手権では67をマークして松永カントリークラブのコースレコードを樹立し、1968年のアジアサーキット・フィリピンオープンでは許渓山（中華民国）の2位に入る。
1971年の東海クラシックでは100万ドルプレーヤーのビリー・キャスパー（ アメリカ合衆国）が実力通り初日、2日目と首位に立ったが、3日目の雨に祟られて77と後退。内田に首位の座を明け渡すと、そのまま内田が逃げ切り優勝。中部オープンでも3度優勝するなど、橘田や石井裕士と共に中京地区プロゴルフ界の牽引役を担い、同年には石井とペアを組んだ全日本プロダブルスを制す。
1973年の総武国際オープンでは尾崎将司とプレーオフで対決し、3ホール目に第2打を直接カップインさせる劇的なイーグルで優勝。同大会は当時、賞金ランキングの加算対象でありながらツアーに含まれていなかったが、錚々たる顔ぶれのプロが多数参戦。当時35歳の内田が25歳の尾崎と共に優勝争いの主役となったが、最終日に尾崎が2アンダー70で回り通算9アンダーで終えると、最終組の内田は最終18番のボギーで74とし、2人が首位に並んでホールアウト。流れから尾崎が断然有利と思える展開であったが、18番で行われたプレーオフの3ホール目に内田が5番アイアンで放った第2打は高い弾道を描くと、ピン手前5mにグリーンオンしてそのまま転がってカップに消えた。一瞬の静寂から「入った!」「入った!」の声がギャラリーから上がり、内田は全身で喜びを表現し、試合後も「パー3でホールインワンは何回かやっているけど、パー4の2打目は初めて」「160yd、170y? 距離なんかわからない。無心で打った」と興奮はいつまでも冷めなかった。
1975年の産報チャンピオンズでは初日を1イーグル、2バーディー、1ボギーの3アンダー69で栗原孝とグラハム・マーシュ（ オーストラリア）に1打差付けて首位でスタートし、最終日はイーブンパー72であったが、前日の3アンダーの貯金が物を言って逃げ切り優勝。
1977年には産報クラシックで20年目にしてツアー初優勝を飾り、ツアー制50人目の優勝者となった。　
1978年にはワールドカップ日本代表に選出され、団体でペアを組んだ鈴木規夫と共に夫人をハワイに連れて、夫婦同伴で試合した。試合ではジョン・マハフィー&アンディ・ノース（アメリカ）、ウェイン・グラディ&グレッグ・ノーマン（オーストラリア）、デイブ・バー&ダン・ホールドソン（ カナダ）、ハワード・クラーク&マーク・ジェームス（ イングランド）、ケン・ブラウン&サム・トーランス（ スコットランド）、アントニオ・ガリド&マニュエル・ピネロ（ スペイン）、ルディ・ラヴァレス&エレウテリオ・ニバル（ フィリピン）に次ぎ、クリスティ・オコナー・ジュニア&エディ・ポランド（ アイルランド）、エルネスト・ペレス・アコスタ&ビクター・レガラド（ メキシコ）、ハン・チャンサン&キム・サクボン（ 韓国）、謝永&許勝三（中華民国）、クレイグ・デフォイ&デビッド・ヴォーン（ ウェールズ）と並ぶ8位タイと健闘。
1982年はKSB香川オープンで最終日にパットを手堅くまとめるなど通算3アンダー139をマークし、新井規矩雄・高橋五月・三上法夫・泉川ピート・甲斐俊光・倉本昌弘・陳健振（中華民国）・寺元明男を抑えて優勝。
中日クラウンズでは攻めるホールは攻め、難しいホールはパー狙いとベテランの味を見せ、2日目の最終18番では6mのバーディパットをねじ込んだ。最終日も猛追を見せて、16番のバーディで首位ゲーリー・ホルバーグ（アメリカ）と2打差まで迫った。
1982年は優勝3回、2位2回の好成績を挙げ、1983年の武富士サイパンでは初日に3アンダー68で首位に立ち、最終日も一時2位に2打差を付けたが17番でボギー。この日のベストスコア68を出した青木基正と通算4アンダー、138で並んでサドンデス・プレーオフとなったが、プレーオフ2ホール目で青木が約10mのロングパットを沈めて決着し2位に終わる。
帰国後は中日クラウンズ12位、フジサンケイ6位に入る。デサント大阪オープンでは最終日に65をマークし、最終日には重信秀人・甲斐俊光・松井一を抑えると同時に豊田明夫と並び、杉原の2位タイに入った。特に中日は絶大な応援を受けて例年、好成績を残すが、この年は賞金約120万円を獲得。フジサンケイは生まれ育った川奈での大会で、内田は「目をつぶってもコースのコブのひとつひとつがわかる」と自負するだけあってラウンドする姿は危な気なかった。同年は38試合出場で2位3回、3位2回でベスト10以内に11回も食い込み、予選落ちはたった9回と安定性と驚異的なスタミナは衰えていなかった。
その後はシニアツアーに参戦し、シニアツアーが最も盛んであった1984年から1994年にかけて8年連続1勝以上のシニアツアー記録を樹立。その間に16勝して1989年と1990年には2年連続賞金王を獲得し、賞金ランキング制がスタートする前年の1987年も非公式ながら獲得賞金1位であった。関西プロシニア2連覇（1987年-1988年）、ハザマクラシック（1988年-1990年）・ヤナセカップ（1989年-1991年）3連覇のほか、1993年と1994年には日本プロシニア（50歳以上）2連覇を達成。1997年にグランドシニア入りしてもステディーなゴルフは変わらず、同年には日本プログランドシニア（60歳以上）、1998年には関西プログランドシニアを制覇。
1991年の中日クラウンズでは最終日にホールインワンを達成し、1997年の同大会を最後にレギュラーツアーから引退。
現役引退後の現在は神奈川県横浜市在住で、息子は日本航空でパイロットを務めている。

## 主な優勝

### レギュラー
- 1966年 - 中日クラウンズ、瀬戸内サーキット松永、瀬戸内サーキット倉敷
- 1967年 - 瀬戸内サーキット
- 1968年 - 西日本サーキット長崎シリーズ
- 1969年 - 関西オープン、オールスタートーナメント
- 1970年 - 西日本サーキット長崎シリーズ
- 1971年 - 東海クラシック、中部オープン、全日本ダブルス（石井裕士とのペア）、旭国際トーナメント
- 1973年 - 総武国際オープン
- 1974年 - 美津濃トーナメント
- 1975年 - 美津濃トーナメント、産報チャンピオンズ
- 1977年 - 産報クラシック
- 1978年 - オールスタートーナメント
- 1980年 - 東西対抗
- 1981年 - 中部オープン
- 1982年 - 富山県オープン、中部オープン、KSB香川オープン

### シニア
- 1987年 - 関西プロシニア、第一生命カップ、鳳凰カップ
- 1988年 - 関西プロシニア、ハザマクラシック
- 1989年 - ヤナセカップ、ハザマクラシック
- 1990年 - ヤナセカップ、ハザマクラシック、インペリアルウィングゴールドカップ
- 1991年 - ヤナセカップ、第一生命カップ
- 1992年 - クレインカップ、関西プロシニア、マルマンシニアトーナメント
- 1993年 - 日本プロシニア
- 1994年 - 日本プロシニア
- 1997年 - 日本プログランドシニア
- 1998年 - 関西プログランドシニア
- 1999年 - 日本グランドシニア
- 2007年 - 関西プロゴールドシニア